# Pump It Up (série de jeux vidéo)

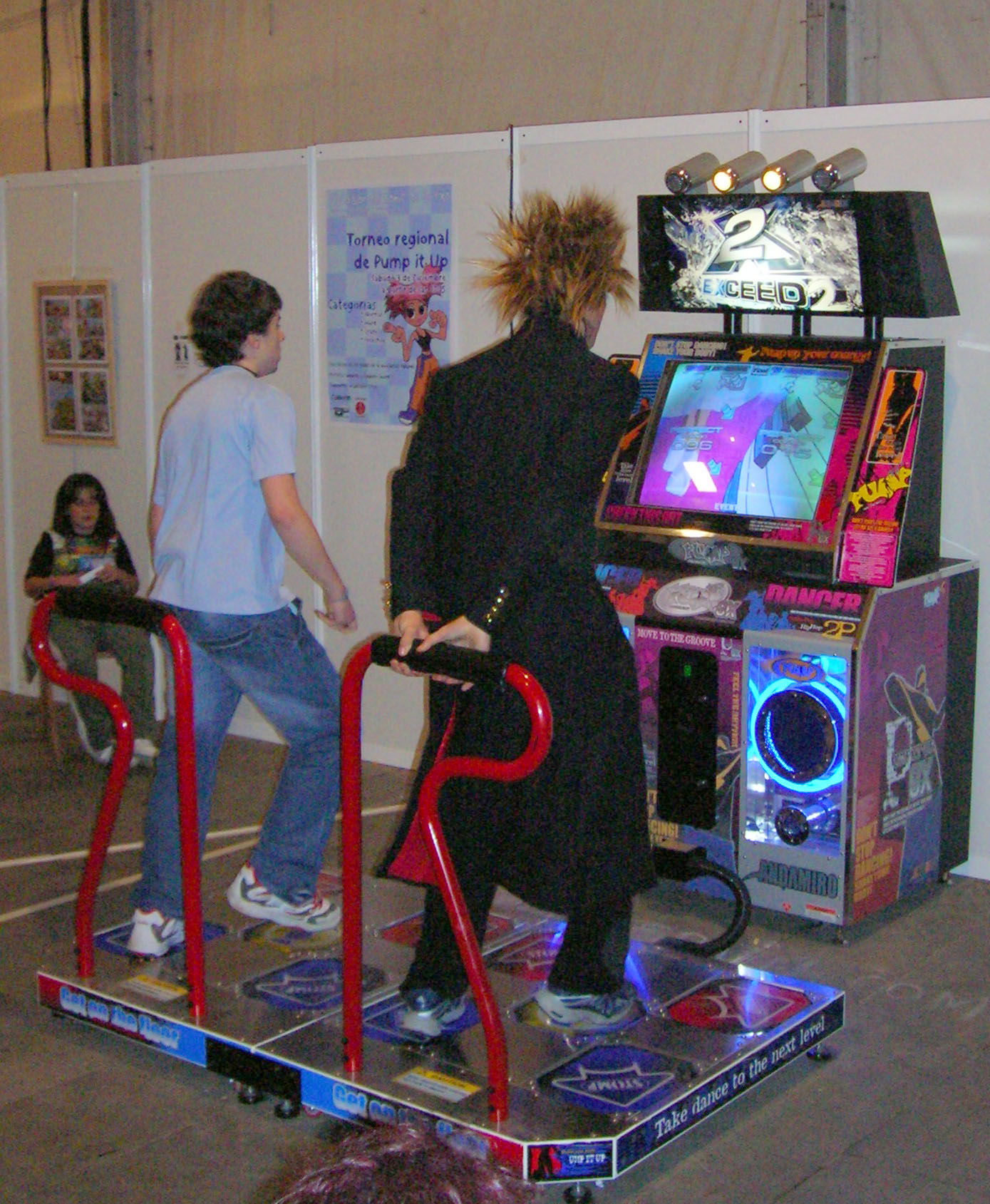

Pump It Up (en coréen : 펌프 잇 업, qui se lit « peompeu it eop »), abrégé en PIU ou simplement Pump, est une série de jeux vidéo musicaux développé par Nexcade et publié par Andamiro, un producteur de jeu d'arcade coréen. Le jeu se joue généralement sur un tapis de danse avec cinq panneaux fléchés : haut-gauche, haut-droite, bas-gauche, bas-droite et centre. Des modes supplémentaires peuvent utiliser deux tapis de danse côte à côte. Le joueur appuie sur les panneaux avec ses pieds en réponse aux flèches apparaissant sur l'écran devant lui. Les flèches sont synchronisées au rythme général de la musique choisie et le succès dépend de la capacité du joueur à poser ses pieds au bon endroit au bon moment.
La version originale du jeu est sortie en Corée du Sud en août 1999. Le jeu est également sorti sur les autres marchés, tels que l'Amérique du Nord, l'Amérique du Sud et l'Europe.